# Gardasil
Gardasil is een handelsmerk van Sanofi Pasteur MSD waaronder een vaccin tegen het Humaan papillomavirus (HPV) op de markt wordt gebracht. Een belangrijke bijdrage aan de ontwikkeling van dit vaccin werd geleverd door de Duitse viroloog Harald zur Hausen.

## Effectiviteit
Uit een onderzoek onder de naam Future II onder 12.167 vrouwen in 13 landen is gebleken dat het middel effectief is in het voorkomen van infecties met papillomavirussen (typen 6, 11, 16 en 18). De types 6 en 11 veroorzaken 90% van de genitale wratten. De types 16 en 18 geven afwijkingen van de baarmoedermond. Meestal kan het lichaam deze infectie onder controle krijgen, maar bij een enkeling blijft de infectie aanwezig, en kan na vele jaren soms ontaarden in baarmoederhalskanker. HPV stammen 16 en 18 zijn samen verantwoordelijk voor ongeveer 70% van de gevallen van baarmoederhalskanker.
Het quadrivalent recombinant vaccin werd ontwikkeld door Merck in samenwerking met Sanofi Pasteur.

## Bijwerkingen
Veel voorkomende bijwerkingen van het vaccin zijn pijn op de plaats van de injectie en griepachtige verschijnselen zoals hoofdpijn en koorts. Ook flauwvallen komt relatief vaak voor na de vaccinatie. Vanwege het mogelijke flauwvallen is het geadviseerd dat gevaccineerden tot 15 minuten na de vaccinatie geobserveerd worden en maatregelen genomen worden om letsel van het flauwvallen te vermijden.
In de Verenigde Staten hadden de Centers for Disease Control and Prevention vanaf de invoering van Gardasil tot 2012 op een totaal van meer dan 40 miljoen gebruikte vaccins 7.800 klachten ontvangen over mogelijke neveneffecten. Het CDC beschouwt Gardasil dan ook als veilig.